# 성간 탐사

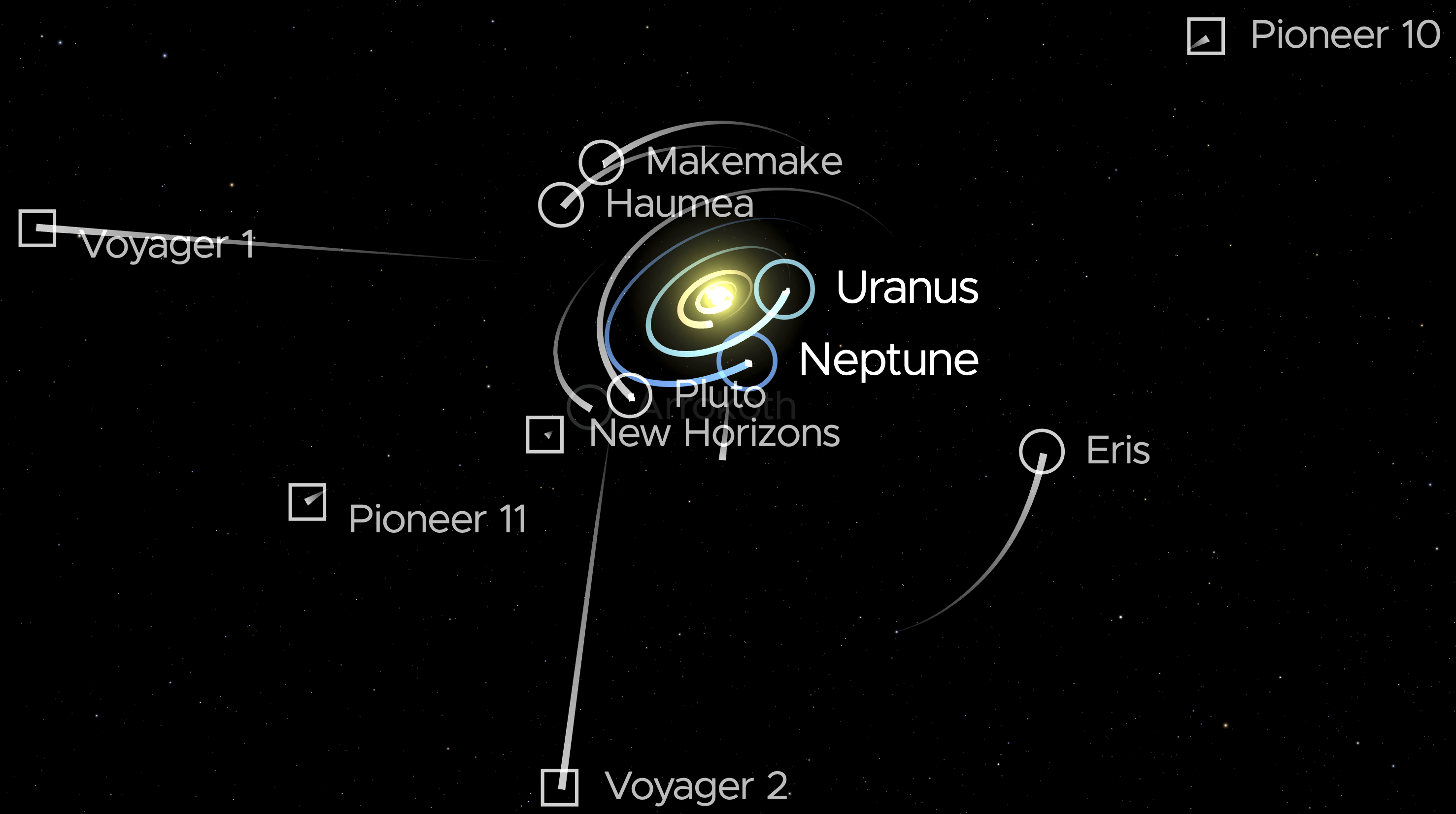
태양계를 떠났거나 곧 떠날 우주선이 사각형으로 표시되어 있다.

현재 기술로 도달할 수 있는 시간 척도에서 별들은 문자 그대로 움직이는 표적이다.

성간 탐사선(Interstellar probe)은 태양계를 떠나거나 떠날 것으로 예상되며 성간매질, 즉 일반적으로 태양권계면 너머의 영역으로 정의되는 공간으로 진입한 우주 탐사선을 말한다. 다른 항성계에 도달할 수 있는 탐사선을 가리키기도 한다.
2025년 기준 미국 항공 우주국(NASA)이 발사한 5개의 성간 탐사선인 보이저 1호, 보이저 2호, 파이어니어 10호, 파이어니어 11호 및 뉴 허라이즌스가 있다. 또한 2025년 기준 보이저 1호와 보이저 2호만이 실제로 성간 공간에 도달한 유일한 탐사선이다. 다른 세 탐사선은 아직 성간 궤도에 있다. 파이어니어 10호와 11호는 성간 공간에 도달하기 훨씬 전에 통신이 두절되었다.
말단충격은 태양권에서 태양풍이 아음속으로 느려지는 지점이다. 말단 충격은 천문단위(AU) 기준 80~100 AU만큼 가까운 곳에서 발생하지만, 태양의 중력장이 지배적인 영역(힐 권)의 최대 범위는 약 230,000 천문단위 (3.6 광년)까지 퍼져 있다고 추정된다. 이 지점은 4.36광년 떨어진 가장 가까운 알려진 항성계인 센타우루스자리 알파와 가깝다. 탐사선은 오랜 시간 태양의 영향 아래에 있겠지만 그 속도는 태양의 탈출 속도를 훨씬 넘으므로 영원히 태양으로부터 벗어나고 있다.
성간 공간은 보이저 1호가 감지한 태양으로부터 약 122 AU까지 이어지는 자기 영역 너머의 공간과, 다른 별을 둘러싸고 이와 동등한 영향을 주는 영역으로 정의된다. 보이저 1호는 2012년에 성간 공간에 진입했다.
현재 CNSA의 선쑤어, NASA의 성간 탐사선, 브레이크스루 이니셔티브스의 스타샷 세 가지 프로젝트가 성간 탐사선으로 계획중이다.

## 개요
행성과학자 G. 라플린은 현재 기술로 센타우루스자리 알파에 탐사선을 보내면 도달하는 데 4만 년이 걸릴 것이라고 언급했지만, 인간 수명 내에 여행할 수 있는 새로운 기술이 개발되기를 희망했다. 이 정도의 시간 척도에서 별은 눈에 띄게 움직인다. 예를 들어 4만 년 후에는 로스 248이 센타우루스자리 알파보다 지구에 더 가까운 항성이 된다.
탐사선이 더 높은 속도를 달성하기 위해 제안된 기술 중 하나는 전기 돛이 있다. 태양풍을 활용하여 추진제를 사용하지 않고도 연간 20~30 AU의 속도를 달성할 수 있을 것이다.

## 성간 탐사선 목록

### 작동 중인 우주선

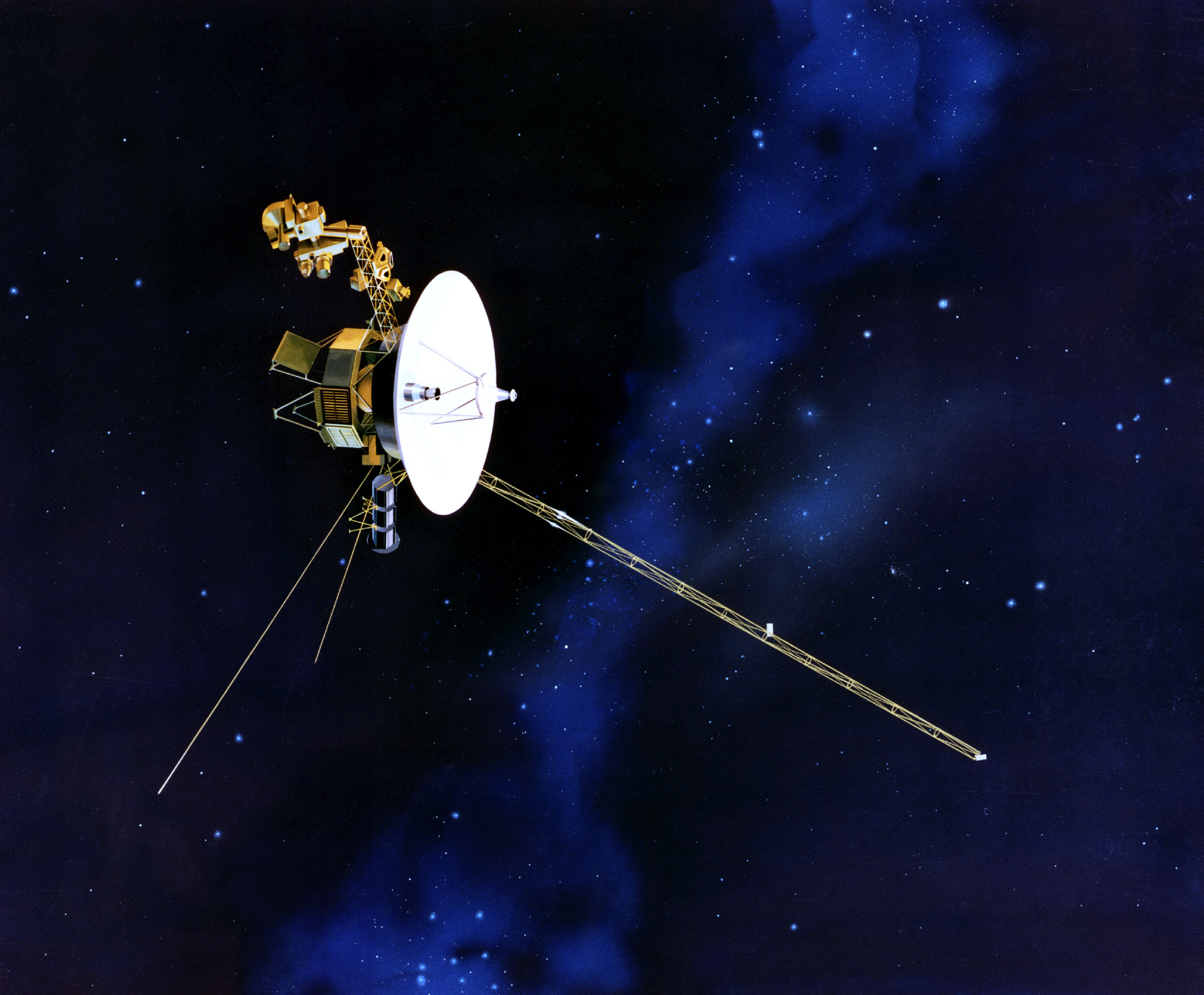
우주 공간에 있는 보이저 우주선을 그린 그림

#### 보이저 1호(1977년~)
보이저 1호는 미국 항공 우주국이 1977년 9월 5일에 발사한 우주 탐사선이다. 2025년 기준 약 162.755 AU (2.435×1010 km)만큼 떨어져 있으며 지구에서 가장 멀리 있는 인공물이다.
보이저 1호는 사후 분석 결과 2004년 12월 16일 태양으로부터 94 AU 떨어진 곳에서 말단충격을 통과했다고 추정되었다.
2011년 말, 보이저 1호는 태양에서 흘러나오는 하전 입자가 느려지고 안쪽으로 향하며 성간 공간이 압력을 가하는 것처럼 보여 태양계의 자기장이 두 배로 강해지는 정체 영역에 진입하여 이를 발견했다. 태양계에서 유래한 고에너지 입자는 거의 절반으로 감소한 반면, 외부에서 오는 고에너지 전자의 탐지는 100배 증가했다. 정체 영역의 안쪽 경계는 태양으로부터 약 113 천문단위(AU) 떨어져 있다.
2013년에는 보이저 1호가 2012년 8월 25일 태양으로부터 121 AU 떨어진 곳에서 태양권계면을 통과하여 성간매질로 진입한 것으로 여겨졌으며, 이는 인간이 만든 물체로는 처음으로 달성했다.
2017년 기준 탐사선은 태양에 대해 약 16.95 km/s (연간 3.58 AU)의 상대 속도로 움직이고 있다.
보이저 1호가 아무것도 충돌하지 않는다면, 약 300년 안에 오르트 구름에 도달할 수 있을 것이다.

#### 보이저 2호(1977년~)
보이저 2호는 2018년 11월 5일에 태양권계면을 통과하여 성간 공간에 진입했다. 그 이전 2007년 8월 30일 말단충격을 통과하여 태양권덮개에 진입했다. 2025년 기준 보이저 2호는 지구에서 133.101 AU (1.991×1010 km) 떨어진 거리에 있다. 2013년 기준 탐사선은 성간 공간으로 가는 도중 태양에 대해 연간 3.25 AU (15.428 km/s)의 속도로 이동했다.
2014년 12월 기준 태양에 대해 15.4 km/s (55,000 km/h)의 속도로 이동하고 있다. 보이저 2호는 성간 플라즈마의 밀도와 온도를 직접 측정한 최초의 결과를 제공할 수 있다고 예상된다.

#### 뉴 허라이즌스(2006년~)
뉴 허라이즌스는 쌍곡선 탈출 궤도로 바로 발사되었으며, 도중에 목성으로부터 스윙바이를 받았다. 2008년 3월 7일 기준 뉴 허라이즌스는 태양에서 9.37 AU 떨어져 있었고 연간 3.9 AU의 속도로 바깥쪽으로 이동하고 있다. 하지만 태양에서 멀어지면서 탈출 속도가 연간 2.5 AU로 느려져 두 보이저 호는 따라잡지 못할 것이다. 2011년 초 기준 태양에 대해 연간 3.356 AU (15.91 km/s)의 속도로 이동하고 있다. 2015년 7월 14일, 태양에서 약 33 AU 떨어진 곳에서 명왕성 근접 통과를 마쳤다. 뉴 허라이즌스는 이후 2019년 1월 1일 태양으로부터 약 43.4 AU 떨어진 곳에서 486958 아로코트와 조우했다.
IBEX 임무에 따르면 태양권의 말단충격은 보이저 1호는 94 천문단위(AU)에서, 보이저 2호는 84 AU에서 통과했다.
뉴 허라이즌스가 100 AU 거리에 도달한다면 그 때 속도는 약 13 km/s (29,000 mph)로 이동하게 될 것이며, 이는 그 거리에서 보이저 1호보다 약 4 km/s (8,900 mph) 느린 속도이다.

### 종료된 임무

#### 파이어니어 10호(1972년~2003년)
파이어니어 10호로부터 마지막으로 성공적인 원격 측정 신호를 수신한 것은 2002년 4월 27일로, 그 때 거리는 80.22 AU였다. 우주선으로부터 온 마지막 신호는 2003년 1월 23일 태양에서 82 AU 떨어진 곳에서 수신되었으며, 당시 기준 연간 약 2.54 AU (12 km/s)의 속도로 이동하고 있다.

#### 파이어니어 11호(1973년~1995년)
파이어니어 11호의 일상적인 임무 운영은 1995년 9월 30일에 중단되었는데, 그 당시 지구에서 65억 km (약 43.4 AU) 떨어져 있었고 연간 약 2.4 AU (11.4 km/s)의 속도로 이동하고 있었다.

### 탐사선 잔해
뉴 허라이즌스의 3단계 로켓인 STAR-48 부스터는 뉴 허라이즌스와 유사한 탈출 궤도로 태양계 밖으로 향하고 있지만 명왕성에서 수백만 킬로미터 떨어진 곳을 지나갈 것이다. 2015년 10월에 명왕성의 궤도를 통과했다.
파이어니어 10호, 보이저 1호, 보이저 2호의 3단계 로켓 부스터 또한 태양계 밖으로 나가는 탈출 궤도에 있다.

### 제안된 임무
스타칩
2016년 4월, 브레이크스루 이니셔티브스는 개념 증명을 위해 작은 센티미터 크기의 광돛 우주선인 스타칩을 개발하는 프로그램인 브레이크스루 스타샷을 발표했다. 이 함대는 가장 가까운 항성계인 센타우루스자리 알파까지 도달할 수 있으며, 빛의 속력의 20%에서 15%의 속도로 이동해 각각 20년에서 30년 사이에 항성계에 도달하고, 성공적으로 도착했음을 지구에 알리는 데 약 4년이 걸릴 것으로 예상한다.
선쑤어 (2019년~)
2019년에 처음 제안된 CNSA의 우주 임무인 선쑤어 탐사선은 2024년에서 2025년 사이 발사되어 태양권을 연구할 예정이다. 두 탐사선 모두 목성에서 스윙바이를 사용하여 카이퍼 벨트 천체 근접 통과를 수행하며, 두 번째 탐사선은 해왕성과 트리톤 근접 통과도 계획되어 있다. 다른 목표로는 중화인민공화국 건국 100주년이 되는 2049년까지 태양으로부터 100 AU 거리에 도달하는 것이 있다.
성간 탐사선 (ISP) (2018년~)

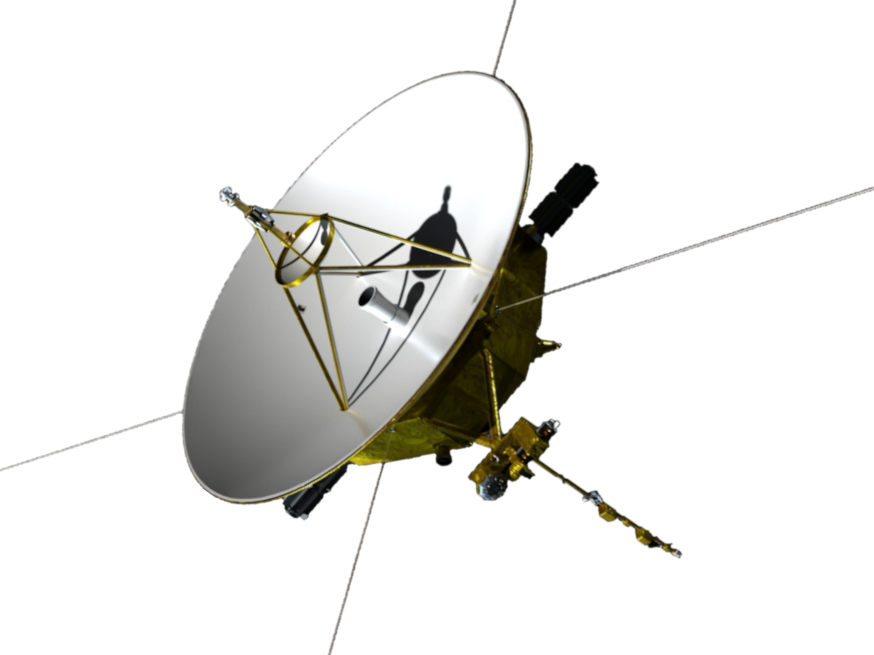
성간 탐사선 설계 모델. 안테나는 그림의 범위를 훨씬 넘어선다.

응용물리연구소가 주도하는 NASA 지원 연구로, 성간 탐사선의 가능한 옵션을 검토한다. 개념연구 단계에선 2030년대에 SLS에 실어 발사하기로 예정되어 있다. 빠른 목성 근접 통과, 추진 목성 근접 통과 또는 매우 가까운 근일점 및 추진 기동을 수행하여 50년 이내에 1000~2000 AU (930억~1860억 마일; 약 1.5~3% 광년) 거리에 도달할 예정이다. 비행 도중에 행성, 천체 물리학 및 외계 행성 과학에 대한 연구 가능성도 조사되고 있다.
성간 태양권계면 탐사선 (IHP) (2006)
2006년에 발표된 ESA와의 기술 참조 연구는 태양권 밖으로 나가는 데 중점을 둔 성간 탐사선을 제안했다. 목표는 25년 안에 200 AU에 도달하는 것으로, 전통적인 발사 방식에 태양광 돛단배를 이용한 가속을 추가한다. 약 200~300 kg의 탐사선은 플라즈마 분석기, 플라즈마 전파 실험 장치, 자력계, 중성 및 하전 입자 탐지기, 먼지 분석기, 자외선 광도계 등 여러 장비들을 탑재할 것이다. 전력은 RTG에서 공급받는다.
혁신적 성간 탐사선 (2003)
NASA가 35 kg의 과학 탑재체를 최소 200 AU까지 보내기 위한 제안된 탐사선이다. 무거운 발사 로켓, 목성 중력 지원, 표준 방사성동위원소 열전기 발전기로 구동되는 이온 엔진을 조합하여 연간 7.8 AU의 최고 속도를 달성할 것이다. 탐사선은 2014년 발사(목성 중력 지원을 활용하기 위해)를 제안했으며, 2044년경 200 AU에 도달할 것이다.
현실적 성간 탐사선 및 성간 탐사선(2000년~2002년)
연구에서는 아메리슘-241 기반 RTG, 광학 통신(무선 통신 대신), 저전력 반자동 전자 장치 등 다양한 기술을 제안한다. 궤도는 목성 중력 지원과 태양 오베르트 효과를 사용하여 연간 20 AU를 달성함으로써 50년 이내에 1000 AU에 도달하고, 20,000 AU 및 1000년까지 임무를 연장할 수 있다. 필요한 기술에는 첨단 추진 및 태양 근일점 연소를 위한 태양 방어막이 포함되었다. 태양열(STP), 핵분열열(NTP), 핵분열 펄스, 다양한 RTG 동위원소가 검토되었다. 이 연구에는 태양 탐사선(파커 태양 탐사선 참조), 핵열 기술, 태양광 돛단배 탐사선, 연간 20 AU 탐사선, 그리고 에리다누스자리 엡실론 별로 향하는 연간 200 AU 속도를 가진 탐사선에 대한 장기적 전망도 포함되었다.
이 연구에서 "차세대" 성간 탐사선은 수소 추진제 16 미터톤을 사용하는 5 메가와트 핵분열로를 제안했다. 21세기 중반 발사를 목표로, 4200 AU에 걸쳐 연간 200 AU까지 가속하여 기원후 5500년에 3400년의 여행 후 에리다누스자리 엡실론 별에 도달할 것이다. 하지만 이는 탐사선을 위한 2세대 비전이었으며, 연구는 심지어 연간 20 AU조차 당시(2002년) 기술로는 불가능할 수 있음을 인정했다. 비교하자면, 연구 당시 가장 빠른 탐사선은 보이저 1호로 태양에 대해 약 연간 3.6 AU (17 km/s)였다.
성간 탐사선 (1999년)
성간 탐사선은 NASA 제트 추진 연구소가 계획한 태양광 돛단배 추진 우주선 제안이었다. 15년 이내에 200 AU까지, 연간 14 AU (약 70 km/s)의 속도로 도달하고, 400+ AU까지 기능하는 것을 목표로 했다. 임무의 핵심 기술은 1 g/m2의 대형 태양광 돛단배이다.
TAU (1987년)
TAU 임무(천문단위 수천 개)는 1 MW 핵분열로와 약 10년의 연소 시간을 가진 이온 드라이브를 사용하여 106 km/s (약 연간 20 AU)의 속도를 달성하여 50년 안에 1000 AU 거리에 도달하는 것을 목표로 한 핵전기 로켓 우주선 제안이었다. 임무의 주요 목표는 우리 은하 내부 및 외부 별까지의 거리의 시차 측정을 개선하는 것이었으며, 부차적인 목표는 태양권계면 연구, 성간매질 조건 측정, 그리고 (지구와의 통신을 통한) 일반 상대성이론 테스트였다.

### 구상된 탐사선
오리온 계획 (1958년~1965년)
오리온 계획은 핵분열 또는 핵융합 폭탄을 사용하여 추진력을 가하는 핵펄스 추진 우주선 제안이었다. 이 설계는 1950년대와 1960년대에 NASA와 미 공군이 연구했으며, 한 변형은 성간 이동이 가능했다.
브레이스웰 탐사선 (1960년)
전자기 신호를 보내는 대신 탐사선을 통한 성간 통신.
쟁어 광자 로켓 (1950년대~1964년)
오이겐 쟁어는 1950년대에 반물질로 구동되는 우주선을 제안했다. 추진력은 전자-양전자 쌍소멸로 생성된 반사된 감마선에서 나올 예정이었다.
엔츠만 스타십 (1964년/197년3)
1964년에 제안되고 1973년 10월호 아날로그 사이언스 픽션 앤드 팩트에 실린 엔츠만 스타십은 12,000톤의 얼어붙은 중수소 공을 사용하여 열핵 펄스 추진을 구동할 것을 제안했다. 엠파이어 스테이트 빌딩보다 두 배 정도 길고 궤도에서 조립되는 이 우주선은 대형 성간 탐사선과 목표 항성계에 대한 망원경 관측이 선행되는 더 큰 프로젝트의 일부였다.
다이달로스 계획 (1973년~1978년)
다이달로스 계획은 자기장 노즐 내의 작은 펠릿에 관성 봉입 핵융합을 사용하여 추진력을 제공하는 핵펄스 추진 우주선 제안이었다. 이 설계는 1970년대에 영국 행성간 협회에 의해 연구되었으며, 발사 후 1세기 이내에 바너드별을 근접 통과하는 것을 목표로 했다. 계획에는 목성에서 헬륨-3를 채굴하고 궤도에서 5만 톤 이상의 발사 전 질량을 확보하는 것이 포함되었다.
롱샷 계획 (1987년~1988년)
롱샷 계획은 다이달로스 계획과 유사하게 자기장 노즐 내의 작은 펠릿에 관성 봉입 핵융합을 사용하여 추진력을 제공하는 핵펄스 추진 우주선 제안이었다. 이 설계는 1990년대에 미국 항공 우주국과 미국 해군사관학교이 연구했다. 이 우주선은 센타우루스자리 알파에 도달하여 연구하도록 설계되었다.
스타위스프 (1985년)
스타위스프는 로버트 L. 포워드가 제안한 가상의 무인 성간 탐사선 설계이다. 이는 태양광 돛단배와 개념은 유사하지만 인공 소스의 마이크로파로 구동되는 마이크로파 돛단배로 추진된다.
메두사 (1990년대)
메두사는 조 데일 C. 솔렘이 제안한 독창적인 우주선 설계로, 일련의 핵폭발로 인한 압력 펄스로 구동되는 대형 경량 돛(스피내커)을 사용한다. 이 설계는 영국 행성간 협회에서 발표되었으며, 1990년대에 행성간 이동 수단으로 연구되었다.
스타시드 발사기 (1996년)
스타시드 발사기는 마이크로그램 성간 탐사선을 빛 속도의 1/3까지 발사하기 위한 개념이었다.
AIMStar (1990년대~2000년대)
AIMStar는 연료 펠릿 내에서 핵분열 및 핵융합을 시작하기 위해 반양성자 구름을 사용하는 반물질 촉매 핵 펄스 추진 우주선 제안이었다. 자기 노즐은 결과 폭발로부터 추진력을 얻었다. 이 설계는 1990년대에 펜실베이니아 주립 대학교에 의해 연구되었다. 이 우주선은 50년 안에 태양으로부터 10,000 AU 거리에 도달하도록 설계되었다.
이카루스 계획 (2009년 이후)
이카루스 계획은 성간 탐사선에 대한 이론 연구이며, 타우 제로 재단(TZF)과 영국 행성간 협회(BIS)의 지도 하에 진행되고 있다. 이는 BIS가 1973년에서 1978년 사이에 수행한 유사한 연구인 다이달로스 계획에서 동기 부여되었다. 이 프로젝트는 5년이 소요될 계획이며 2009년 9월 30일에 시작되었다.
드래곤플라이 계획 (2014년 이후)
Initiative for Interstellar Studies(i4is)는 2014년 드래곤플라이 계획이라는 이름으로 레이저 돛단배로 추진되는 작은 성간 우주선 연구 프로젝트를 시작했다. 2014년과 2015년에 네 팀의 학생 팀이 설계 경쟁의 일환으로 이러한 임무에 대한 개념 연구를 수행했다.
브레이크스루 스타샷 (2016년 이후)
2016년 브레이크스루 이니셔티브스는 센타우루스자리 알파로 여행하는 것을 목표로 하는 경량 광돛 탐사선 함대 개발 프로그램을 발표했다. 초기 자금 1억 달러가 지원되는 이 연구 프로그램은 탐사선을 빛 속도의 약 15% 또는 20%까지 가속하여 20년에서 30년 사이의 정도 비행할 것이라 예상했다.
제프리 A. 랜디스는 외부 전원(레이저 기지국)으로부터 에너지를 공급받고 이온 추진기를 사용하는 미래 기술 프로젝트 성간 탐사선을 성간 이동을 위해 제안했다.

## 선구적 거리에서의 해왕성 너머 탐사선
2000년대 초반 명왕성 너머에서 상대적으로 큰 행성체들이 많이 발견되었고, 이 천체의 궤도는 태양권덮개(90~1000 AU) 너머 수백 AU까지 확장되었다. NASA 탐사선 뉴 허라이즌스는 2015년 명왕성 근접 통과를 완료한 후 이 영역을 탐사할 수 있다(명왕성의 궤도는 약 29~49 AU 범위이다). 명왕성 너머의 이러한 큰 천체들에는 136199 에리스 (왜행성), 136108 하우메아 (왜행성), 136472 마케마케 (왜행성), 그리고 90377 세드나 등이 있다. 세드나는 가장 가까울 때 76 AU까지 접근하지만 원일점에서는 961 AU까지 멀어지며, 소행성 (87269) 2000 OO67는 원일점에서 1060 AU 너머까지 간다. 이러한 천체들은 태양계 이해에 영향을 미치며, 이전에는 성간 임무 또는 선구적 탐사선의 영역이었던 영역을 가로지른다. 발견 이후 이 영역은 행성간 탐사선의 영역에도 속하며, 발견된 일부 천체는 탐사 임무의 목표가 될 수 있다(예: 하우메아 및 그 위성(35~51 AU) 탐사선에 대한 예비 작업). 탐사선 질량, 전원, 추진 시스템은 이러한 유형의 임무를 위한 주요 기술 영역이다. 또한, 550 AU 너머의 탐사선은 태양 자체를 중력 렌즈로 사용하여 태양계 외부의 목표물, 예를 들어 다른 근처 별 주위의 행성계를 관측할 수 있다. 물론 이 임무에는 많은 어려움이 지적되었다.

## 성간 메시지

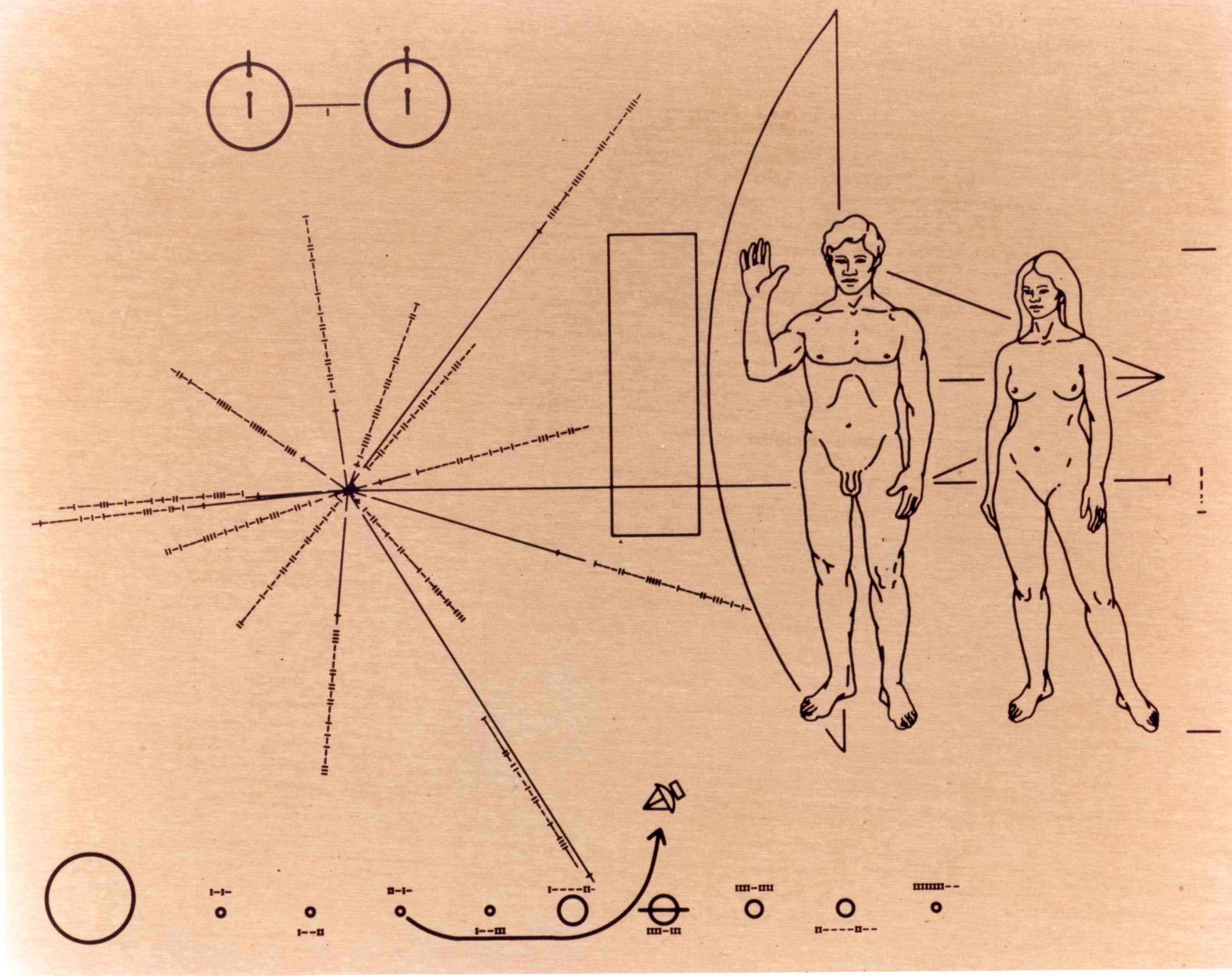
파이어니어 금속판은 1972년 파이어니어 10호와 1973년 파이어니어 11호 우주선에 부착된 두 개의 금도금 알루미늄 명판으로, 재발견될 경우를 대비한 그림 메시지를 담고 있다
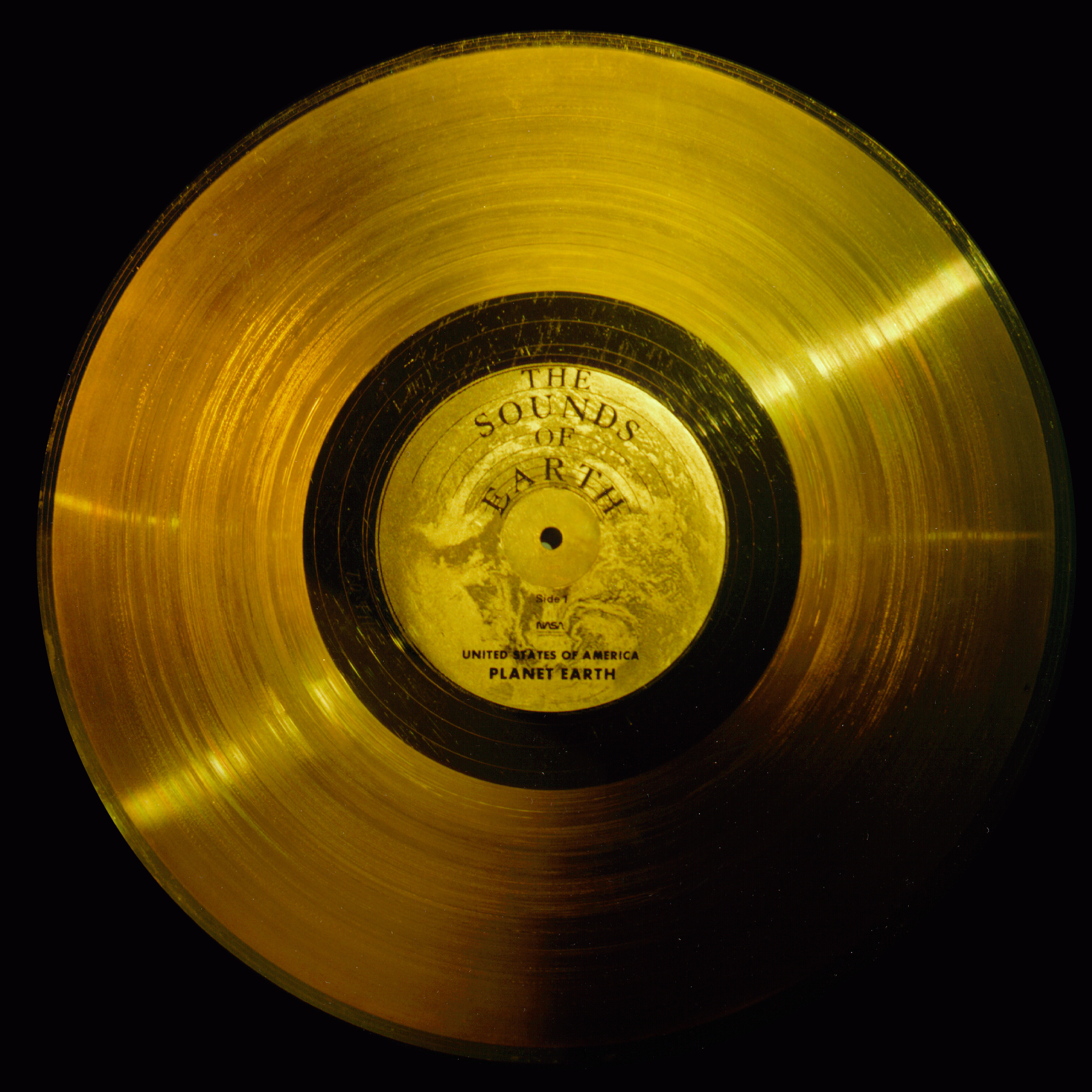
보이저 1호와 보이저 2호 우주선에 실린 보이저 금제 음반은 오디오 녹음과 인코딩된 사진을 담고 있다

## 같이 보기
- 우주간 경계 탐사 위성(IBEX), 성간 경계에서 에너지가 중성 원자를 측정한 우주 관측소.
- 태양계를 벗어난 인조물 목록
- 가까운 항성 목록
- 국부 성간 구름 및 국부 거품
- 행성간 우주 비행
- 성간 이동
- 은하간 여행

## 참고 문헌
- NASA's Interstellar Probe Mission (1999) (.pdf)
  - An Interstellar Probe Mission to the Boundaries of the Heliosphere and Nearby Interstellar Space(.pdf)
- Leonard David  – Reaching for interstellar flight (2003) – MSNBC (MSNBC Webpage)
- Ralph L. McNutt, et al. – A Realistic Interstellar Explorer (2000) – Johns Hopkins University (.pdf)
  - Ralph L. McNutt, et al. – Interstellar Explorer (2002) – Johns Hopkins University 보관됨 2021-02-25 - 웨이백 머신 (.pdf)
- McNutt, et al. – Radioisotope Electric Propulsion (2006) – NASA Glenn Research Center (켄타우로스 궤도선 임무 포함)
- Scott W. Benson – Solar Power for Outer Planets Study (2007) – NASA Glenn Research Center (SEP 부스터 포함)